# Stepfershausen
Stepfershausen è una frazione (Ortsteil) della città tedesca di Meiningen.

## Storia
Il 31 dicembre 2019 il comune di Stepfershausen venne aggregato alla città di Meiningen.